# Lindenius
Lindenius is een geslacht van vliesvleugelige insecten van de familie van de graafwespen (Crabronidae).

## Soorten
- L. abditus (Kohl, 1898)
- L. aegyptius (Kohl, 1888)
- L. albilabris (Fabricius, 1793)
- L. cabrerae Leclerc, 1960
- L. ceballosi Leclerc, 1959
- L. effrenus (Kohl, 1915)
- L. hamilcar (Kohl, 1899)
- L. hannibal (Kohl, 1898)
- L. hasdrubal Beaumont, 1956
- L. helleri (Kohl, 1915)
- L. ibericus (Kohl, 1905)
- L. ibex Kohl, 1883
- L. laevis A. Costa, 1871
- L. luteiventris (A. Morawitz, 1866)
- L. major Beaumont, 1956
- L. melinopus (Kohl, 1915)
- L. merceti (Kohl, 1915)
- L. mesopleuralis (F. Morawitz, 1890)
- L. panzeri

Halmvliegendoder (Vander Linden, 1829)
- L. parkanensis Zavadil, 1948
- L. peninsularis (Kohl, 1915)
- L. pygmaeus (Rossi, 1794)
- L. sierrae Leclerc, 1989
- L. subaeneus Lepeletier & Brullé, 1835